# Henry B. Walthall
Pour les articles homonymes, voir Walthall (homonymie).
Henry B. Walthall est un acteur américain, né le 16 mars 1878 à Shelby City en Alabama et mort le 17 juin 1936 à Monrovia en Californie.

## Filmographie

### Années 1900
- 1908 : Rescued from an Eagle's Nest : Woodsman
- 1909 : The Heart of an Outlaw : The Mexican Lover
- 1909 : A Convict's Sacrifice : The Convict's Friend
- 1909 : The Slave : A Messenger
- 1909 : A Strange Meeting : A Thief
- 1909 : The Mended Lute : Indian
- 1909 : They Would Elope : In Group
- 1909 : The Better Way : Oliver Sylvester
- 1909 : With Her Card : At Larkin's
- 1909 : Pranks : Sunbather
- 1909 : The Mills of the Gods : At Party
- 1909 : The Sealed Room : The Minstrel
- 1909 : The Little Darling : In Boarding House
- 1909 : The Hessian Renegades
- 1909 : Getting Even : Miner
- 1909 : The Children's Friend
- 1909 : The Broken Locket : Mexican Man
- 1909 : In Old Kentucky : Robert, the Confederate Son
- 1909 : A Fair Exchange : Peasant
- 1909 : Leather Stocking
- 1909 : Wanted, a Child
- 1909 : Pippa Passes; or, The Song of Conscience
- 1909 : Fools of Fate
- 1909 : The Expiation
- 1909 : A Corner in Wheat : Wheat King's Assistant
- 1909 : The Test : At the Hotel
- 1909 : In a Hempen Bag : Couple on Road
- 1909 : A Trap for Santa Claus : Arthur Rogers
- 1909 : In Little Italy : Victor
- 1909 : The Day After : Party Guest
- 1909 : Choosing a Husband : Harry

### Années 1910
- 1910 : On the Reef : Mr. Wilson
- 1910 : The Call : Billy Harvey

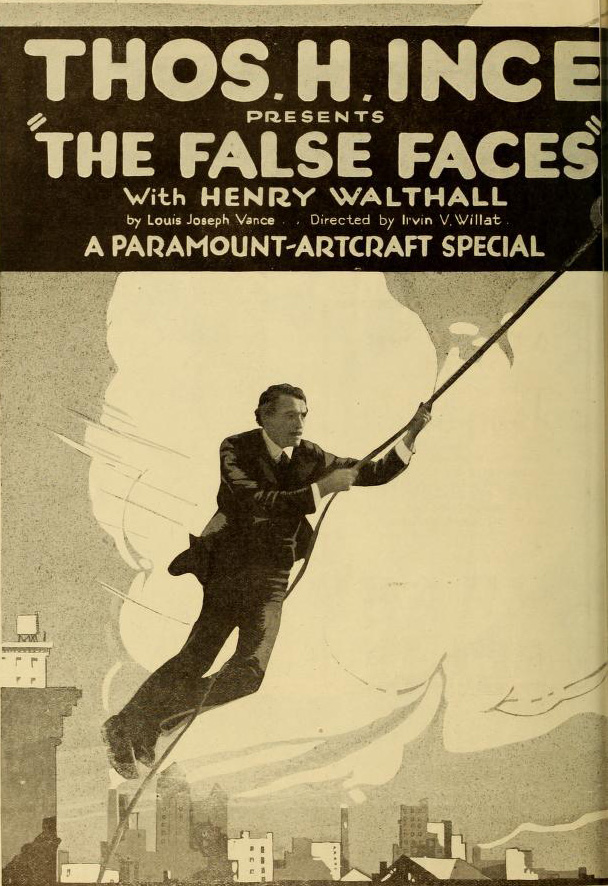
The False Faces (1919)

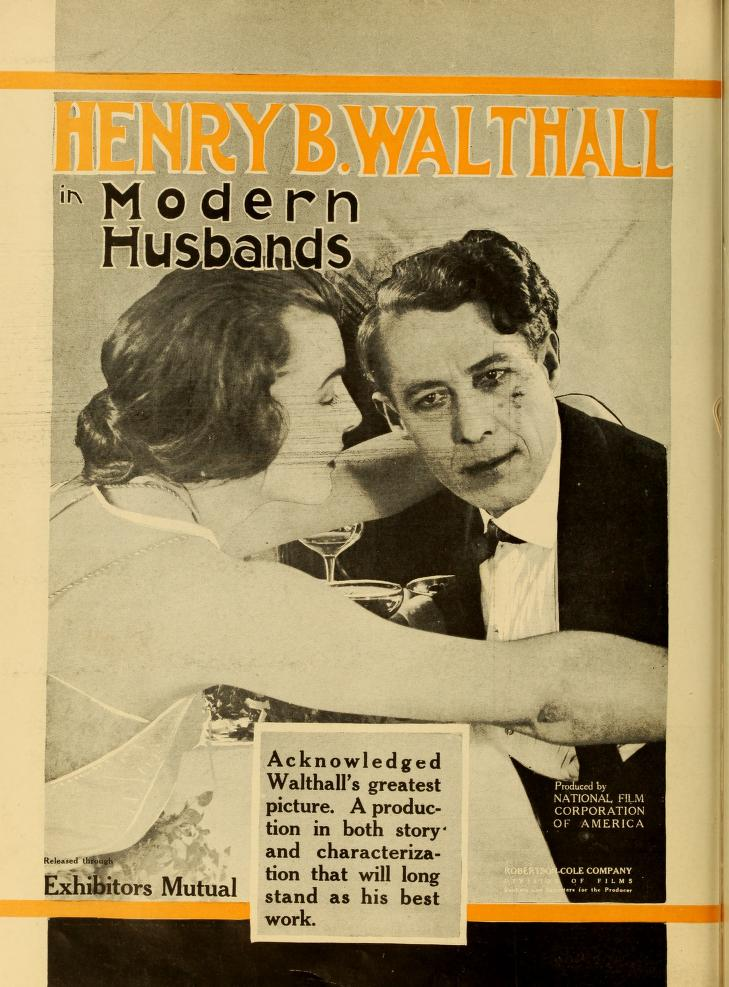
Modern Husbands (1919)

- 1910 : The Honor of His Family : George Pickett Jr.
- 1910 : The Cloister's Touch : The Father
- 1910 : One Night and Then : Henry Ravol
- 1910 : His Last Burglary : William Standish
- 1910 : The Newlyweds : A Friend / At Station Reception
- 1910 : Les Liens du destin (The Thread of Destiny), de David W. Griffith : Estrada
- 1910 : In Old California : Perdita's Son
- 1910 : The Converts : The Man
- 1910 : Gold Is Not All : At Party
- 1910 : His Last Dollar
- 1910 : The Two Brothers : Pedro
- 1910 : The Kid : Walter Holden
- 1910 : Thou Shalt Not : Edgar Thurston
- 1910 : The Tenderfoot's Triumph : A Horse Thief
- 1910 : The Way of the World : The Young Priest
- 1910 : The Gold Seekers : The Prospector
- 1910 : Love Among the Roses : The Lord
- 1910 : Ramona : Alessandro
- 1910 : The Impalement : At First Party / At Second Party
- 1910 : A Child of the Ghetto : The Farmer
- 1910 : In the Border States : Confederate Corporal
- 1910 : The Face at the Window : Ralph Bradford
- 1910 : The Call to Arms : The Lord
- 1910 : The House with Closed Shutters : The Confederate soldier
- 1910 : The Usurer : One of the Second Debtors
- 1910 : The Sorrows of the Unfaithful : Bill
- 1910 : Wilful Peggy : The Lord
- 1910 : A Summer Idyll : Albert
- 1910 : In Life's Cycle : Vincent, as an Adult
- 1910 : The Oath and the Man : Henri Prevost
- 1910 : Rose O'Salem Town : The Trapper
- 1910 : The Iconoclast : The Worker
- 1910 : The Banker's Daughters : Criminal
- 1910 : The Gray of the Dawn
- 1910 : The Armorer's Daughter
- 1910 : Where Sea and Shore Doth Meet
- 1911 : As the Master Orders
- 1911 : The Hour of Fate
- 1911 : The Command from Galilee
- 1911 : Souls Courageous
- 1911 : The Society Girl and the Gypsy
- 1911 : The Stepsisters : Mr. Martin
- 1911 : Waiting
- 1911 : His Son
- 1911 : Grandfather
- 1911 : A Little Child
- 1911 : Clouds and Sunshine
- 1911 : His Dream
- 1911 : The Godfather
- 1911 : For His Sake
- 1911 : The Anonymous Letter
- 1911 : A Narrow Escape
- 1911 : Divorce
- 1911 : The Greater Love
- 1911 : The Track Walker
- 1911 : The Moonshiners
- 1911 : The Injustice of Man
- 1911 : A Daughter of Italy
- 1911 : The Poison Cup
- 1911 : The Turn of the Wheel
- 1911 : The Turnstile
- 1911 : Locked in the Vaults
- 1911 : The Birth-Mark
- 1912 : The Quarrel
- 1912 : The Appointed Hour
- 1912 : The Deception
- 1912 : Solomon's Son
- 1912 : The Man Under the Bed
- 1912 : The Duel
- 1912 : The Yeggman : The Yeggman
- 1912 : The Better Man
- 1912 : The Ruling Passion
- 1912 : Iola's Promise
- 1912 : Hide and Seek
- 1912 : Jealousy
- 1912 : Fur Smugglers
- 1912 : The Birthday Present
- 1912 : Mother
- 1912 : An Opportune Burglar
- 1912 : Love Is Blind
- 1912 : The Burglar's Reformation
- 1912 : The Return of John Gray
- 1912 : The Miser's Daughter
- 1912 : Mixed Identities
- 1912 : The District Attorney's Conscience : Mr. Burr, the District Attorney
- 1912 : Home Folks
- 1912 : The Forbidden Way
- 1912 : The Inner Circle
- 1912 : A Change of Spirit : First Gentleman Thief
- 1912 : Two Daughters of Eve : The Father
- 1912 : Les Amis : Dandy Jack
- 1912 : So Near, Yet So Far
- 1912 : A Feud in the Kentucky Hills : Psalm Singer
- 1912 : In the Aisles of the Wild : Jim Watson
- 1912 : The One She Loved : The Husband
- 1912 : The Painted Lady de D. W. Griffith : At Ice Cream Festival
- 1912 : My Baby : The Husband
- 1912 : The Informer de D. W. Griffith : The False Brother
- 1912 : Brutality : In Play
- 1912 : My Hero : Indian Charlie
- 1912 : The Burglar's dilemma : frère du maître de maison
- 1912 : The God Within : The Woodsman
- 1913 : Three Friends : The Husband
- 1913 : Oil and Water : The Idealist
- 1913 : Love in an Apartment Hotel : The Young Woman's Fiance
- 1913 : Broken Ways : The Road Agent
- 1913 : The Sheriff's Baby : First Bandit
- 1913 : The Perfidy of Mary : Storybook Lover
- 1913 : The Little Tease : The Valley Man
- 1913 : A Horse on Bill : In Audience
- 1913 : The Lady and the Mouse : At Garden Party
- 1913 : If We Only Knew : The Father
- 1913 : Le Vagabond (The Wanderer) de D. W. Griffith : le vagabond
- 1913 : The Tenderfoot's Money : The Prospector
- 1913 : The Stolen Loaf : The poor man
- 1913 : The House of Darkness
- 1913 : Red Hicks Defies the World : In Crowd
- 1913 : Le Marathon de la mort (Death's Marathon) : le mari
- 1913 : The Switch Tower : The Switchman
- 1913 : The Mothering Heart : Club Patron
- 1913 : Her Mother's Oath : The Actor
- 1913 : The Mistake : Jack, the Friend, a Prospector
- 1913 : A Gambler's Honor : Beth's Brother
- 1913 : During the Round-Up : The Stranger
- 1913 : The Mirror (en) : The Station Agent
- 1913 : Two Men of the Desert : First Partner
- 1913 : A Woman in the Ultimate : Member of the Badger Gang
- 1913 : Influence of the Unknown : First Revenue Officer
- 1913 : Diversion : Mr. Wilson
- 1913 : The Battle at Elderbush Gulch : Indian Chief's son
- 1913 : Beyond All Law
- 1913 : For Her Government
- 1913 : Her Wedding Bell : Pedro
- 1913 : The Fly Leaf of Fate
- 1913 : The Wedding Gown
- 1914 : The Awakening of Donna Isolla
- 1914 : Classmates : Duncan Irving
- 1914 : The Green-Eyed Devil
- 1914 : The Gangsters of New York : Porky Dugan
- 1914 : Judith of Bethulia : Holofernes
- 1914 : Strongheart : Soangataha / Strongheart
- 1914 : The Mysterious Shot
- 1914 : The Old Man
- 1914 : The Floor Above : Stephen Pryde
- 1914 : Ashes of the Past
- 1914 : Home, Sweet Home : John Howard Payne
- 1914 : The Soul of Honor
- 1914 : The Mountain Rat : Douglas Williams
- 1914 : Lord Chumley : Lord Chumley
- 1914 : Man's Enemy
- 1914 : La Conscience vengeresse The Avenging Conscience ou Thou Shalt Not Kill de D. W. Griffith : Le neveux
- 1914 : The Odalisque : Joe, in love with May
- 1915 : The Circular Path
- 1915 : Rod of Wrath
- 1915 : Naissance d'une nation (The Birth of a Nation) : Col. Ben Cameron
- 1915 : Ashes of Dreams
- 1915 : Beulah : Dr. Guy Hartwell
- 1915 : Ghosts : Captain Arling / Oswald
- 1915 : Temper
- 1915 : The Woman Hunter
- 1915 : The Outer Edge
- 1915 : The Raven (en) : Edgar Allan Poe
- 1915 : Blind Justice
- 1916 : The Strange Case of Mary Page
- 1916 : The Misleading Lady : Jack Craiger
- 1916 : The Birth of a Man
- 1916 : The Sting of Victory : David Whiting / Walker Whiting
- 1916 : Pillars of Society : Karsten Bernick
- 1916 : The Truant Soul : Dr. John Lancaster / Dr. Lawson
- 1917 : The Little Shoes : David Noel
- 1917 : Burning the Candle : James Maxwell
- 1917 : The Saint's Adventure : Reverend Paul Manson
- 1918 : And a Still Small Voice : Clay Randolph
- 1918 : His Robe of Honor : Julian Randolph
- 1918 : Humdrum Brown : Hector 'Humdrum' Brown
- 1918 : With Hoops of Steel : Emerson Mead
- 1918 : À côté du bonheur (The Great Love) de D. W. Griffith : Sir Roger Brighton
- 1919 : The Long Lane's Turning : Harry Sevier
- 1919 : Périlleuse Mission (The False Faces) : Michael Lanyard
- 1919 : Modern Husbands : Stephen Duane
- 1919 : The Boomerang : George Gray
- 1919 : The Long Arm of Mannister : George Mannister

### Années 1920

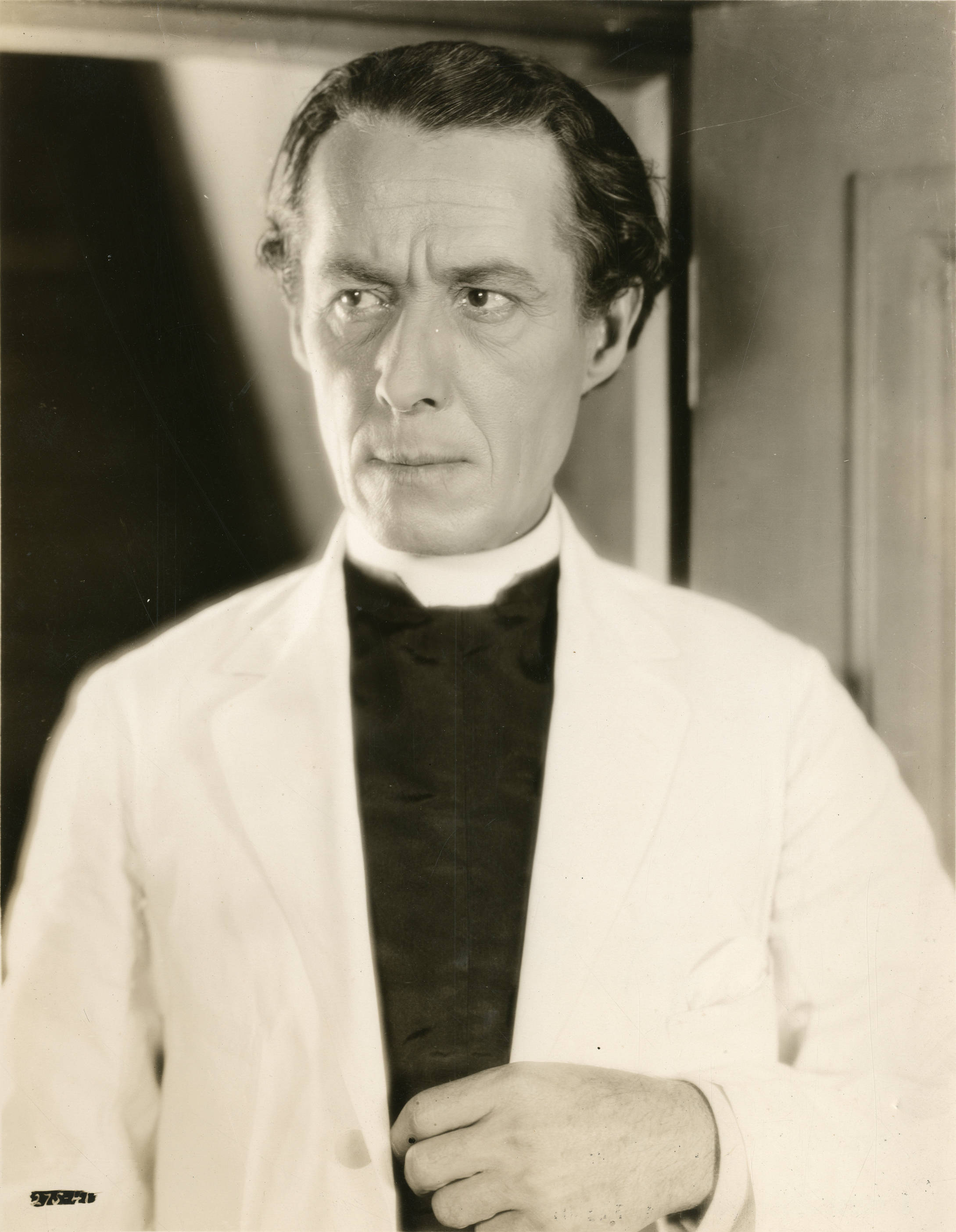
Henry B Walthall dans La Route de Mandalay (1926).

- 1920 : The Confession : Father Bartlett
- 1920 : Parted Curtains : Joe Jenkins
- 1920 : A Splendid Hazard : Karl Breitman
- 1921 : The Flower of the North : Philip Whittemore
- 1922 : The Ableminded Lady : Breezy Bright
- 1922 : One Clear Call : Henry Garnett
- 1922 : The Kickback : Aaron Price
- 1922 : The Long Chance : Harley P. Hennage
- 1922 : The Marriage Chance : Dr. Paul Graydon
- 1923 : L'Image aimée (The Face on the Bar-Room-Floor) de John Ford : Robert Stevens
- 1923 : Gimme : John McGimsey
- 1923 : The Unknown Purple : Peter Marchmont / Victor Cromport
- 1923 : Boy of Mine : William Latimer
- 1924 : The Woman on the Jury : Prosecuting Attorney
- 1924 : Les Solitaires (Single Wives) de George Archainbaud : Franklin Dexter
- 1924 : The Bowery Bishop : Norman Strong
- 1925 : The Golden Bed : Colonel Peake
- 1925 : On the Threshold : Andrew Masters
- 1925 : The Girl Who Wouldn't Work : William Hale
- 1925 : Kit Carson Over the Great Divide : Dr. Samuel Webb
- 1925 : La Fille de Négofol (Kentucky Pride) de John Ford : Mr. Beaumont
- 1925 : Dollar Down de Tod Browning : Alec Craig
- 1925 : Simon the Jester : Brandt
- 1925 : Quand on a vingt ans (The Plastic Age) de Wesley Ruggles : Henry Carver
- 1926 : L'Espionne (Three Faces East) de Rupert Julian : George Bennett
- 1926 : The Barrier : Gale Gaylord
- 1926 : The Unknown Soldier : John Phillips
- 1926 : La Route de Mandalay (The Road to Mandalay) de Tod Browning  : Père James
- 1926 : La Lettre écarlate (The Scarlet Letter) : Roger Chillingworth
- 1926 : Everybody's Acting : Thorpe
- 1927 : Fighting Love : Filipo Navarro
- 1927 : The Enchanted Island : Tim Sanborn
- 1927 : Les Ailes (Wings) de William A. Wellman et Harry d'Abbadie d'Arrast : David's father
- 1927 : The Rose of Kildare : Bob Avery
- 1927 : A Light in the Window : Johann Graff
- 1927 : Londres après minuit (London After Midnight) : Sir.James Hamlin
- 1928 : L'Implacable Destin (Love Me and the World Is Mine) de Ewald André Dupont : Van Denbosch
- 1928 : L'honneur commande (Freedom of the Press) de George Melford : John Ballard
- 1929 : The Jazz Age de Lynn Shores (en) : Mr. Maxwell
- 1929 : Stark Mad : Capitaine Rhodes, commandant du yacht
- 1929 : Speakeasy : Piano player
- 1929 : Le Pont du roi Saint-Louis (The Bridge of San Luis Rey) de Charles Brabin : Père Juniper
- 1929 : From Headquarters : Buffalo Bill Ryan
- 1929 : Le Célèbre Capitaine Blake (River of Romance) de Richard Wallace : Général Jeff Rumford
- 1929 : Black Magic : Dr Bradbroke
- 1929 : Street Corner
- 1929 : In Old California : Don Pedro De León
- 1929 : The Phantom in the House de Phil Rosen : Boyd Milburn
- 1929 : L'Intruse (City Girl) : Fuller
- 1929 : Blaze o' Glory de George Crone et Renaud Hoffman : Burke

### Années 1930
- 1930 : Temple Tower : Blackton
- 1930 : Abraham Lincoln : Col. Marshall
- 1930 : The Love Trader : Captain Adams
- 1930 : Tol'able David de John G. Blystone : Amos Hatburn
- 1931 : Is There Justice?
- 1931 : Anybody's Blonde : Mr. Evans, the editor
- 1932 : Police Court : Nat Barry
- 1932 : Hotel Continental : Winthrop
- 1932 : Alias Mary Smith : Atwell
- 1932 : Duke le rebelle (Ride Him, Cowboy) : John Gaunt
- 1932 : Klondike (en) de Phil Rosen : Mark Armstrong
- 1932 : Hotel Continental de Christy Cabanne
- 1932 : Chandu le magicien (Chandu the Magician) de William Cameron Menzies et Marcel Varnel : Robert Regent
- 1932 : Ombres vers le sud (Cabin in the cotton) de Michael Curtiz : Eph Clinton
- 1932 : Me and My Gal : Sarge
- 1932 : Nuit d'aventures (Central Park) : Eby
- 1932 : Self Defense (en) de Phil Rosen : Doctor Borden
- 1932 : Strange Interlude : Professor Leeds
- 1933 : 42e rue (42nd Street) : Concerned actor
- 1933 : The Whispering Shadow : J.D. Bradley (company president)
- 1933 : The Flaming Signal : Rev. Mr. James
- 1933 : Somewhere in Sonora : Bob Leadly
- 1933 : Dans tes bras (Hold Your Man) : Clergyman in Alternate Version
- 1933 : Laughing at Life : President Valenzuela
- 1933 : Her Forgotten Past : Mr. Maynard (Doris' father)
- 1933 : The Wolf Dog : Jim Courtney
- 1933 : Headline Shooter : Judge Beacon
- 1933 : The Sin of Nora Moran : Father Ryan
- 1934 : Dark Hazard (en) d'Alfred E. Green : Schultz
- 1934 : Beggars in Ermine : Marchant the Blind Man
- 1934 : Les Hommes en blanc (Men in White), de Richard Boleslawski : Dr. McCabe
- 1934 : Viva Villa ! : Francisco Madero
- 1934 : City Park de Richard Thorpe : Colonel Henry Randolph Ransome
- 1934 : The Murder in the Museum : Bernard Latham Wayne, alias Prof. Mysto
- 1934 : The Scarlet Letter : Roger Chillingworth
- 1934 : The Lemon Drop Kid : Jonas Deering
- 1934 : Judge Priest : Rev. Ashby Brand
- 1934 : Cœurs meurtris  (A Girl of the Limberlost) de Christy Cabanne : Dr. Amon
- 1934 : Love Time de James Tinling : Duke Johann von Hatzfeld
- 1934 : Bachelor of Arts : Professor Barth
- 1935 : Helldorado : Abner Meadows
- 1935 : L'Enfer (Dantes inferno) : Pop McWade
- 1935 : Le Marquis de Saint-Evremont (A Tale of Two Cities) : Dr. Manette
- 1936 : L'Affaire Garden (The Garden Murder Case), d'Edwin L. Marin : Dr. Garden
- 1936 : The Mine with the Iron Door : David Burton
- 1936 : Hearts in Bondage : Captain Buchanan
- 1936 : The Last Outlaw : Cal Yates
- 1936 : Les Poupées du diable (The Devil-Doll) de Tod Browning: Marcel
- 1936 : Courrier de Chine (China Clipper) : Dad Brunn